# Vakoun Issouf Bayo
Vakoun Issouf Bayo (ur. 10 stycznia 1997 w Daloi) – iworyjski piłkarz grający na pozycji napastnika. Od 2021 jest zawodnikiem klubu KAA Gent.

## Kariera piłkarska
Swoją karierę piłkarską Bayo rozpoczął w klubie Stade d’Abidjan. W 2014 roku zadebiutował w nim w Ligue 1 MTN. W klubie tym występował do 2015 roku i wtedy też przeszedł do tunezyjskiego Étoile du Sahel. 3 stycznia 2016 zaliczył w nim swój debiut w zremisowanym 1:1 wyjazdowym meczu z EGS Gafsa. W sezonie 2015/2016 został mistrzem Tunezji, a w sezonie 2016/2017 wywalczył wicemistrzostwo tego kraju.
W marcu 2018 roku Bayo został piłkarzem słowackiego DAC Dunajská Streda. W nim zadebiutował 18 marca 2018 w przegranym 1:2 wyjazdowym meczu ze Slovanem Bratysława. W sezonie 2018/2019 wywalczył z DAC wicemistrzostwo Słowacji.
W styczniu 2019 roku Bayo przeszedł do szkockiego Celticu za 2,2 miliona euro. W Scottish Premier League zadebiutował 17 lutego 2019 w wygranym 1:0 wyjazdowym meczu z Kilmarnock. W sezonie 2018/2019 został mistrzem Szkocji oraz zdobył Puchar Szkocji. Z kolei w sezonie 2019/2020 oprócz mistrzostwa kraju zdobył także Puchar Ligi Szkockiej.
W lipcu 2021 Bayo został wypożyczony do francuskiego drugoligowca Toulouse FC. Swój debiut w nim zaliczył 29 sierpnia 2021 w przegranym 3:5 wyjazdowym meczu z Grenoble Foot 38. W debiucie strzelił 2 gole. W Toulouse spędził rok.
9 lipca 2021 roku Bayo został zawodnikiem KAA Gent, do którego trafił za kwotę 1,6 miliona euro. W barwach Gent zadebiutował 25 lipca 2021 w przegranym 1:2 wyjazdowym spotkaniu z Sint-Truidense VV.
| Sezon   | Klub                | Kraj                     | Rozgrywki      | Mecze | Gole |
| ------- | ------------------- | ------------------------ | -------------- | ----- | ---- |
| 2014/15 | Stade d’Abidjan     | Wybrzeże Kości Słoniowej | Ligue 1 MTN    | ?     | 13   |
| 2015/16 | Étoile du Sahel     | Tunezja                  | CLP-1          | 2     | 0    |
| 2016/17 | Étoile du Sahel     | Tunezja                  | CLP-1          | 9     | 0    |
| 2017/18 | Étoile du Sahel     | Tunezja                  | CLP-1          | 0     | 0    |
| 2017/18 | DAC Dunajská Streda | Słowacja                 | Fortuna Liga   | 9     | 4    |
| 2018/19 | DAC Dunajská Streda | Słowacja                 | Fortuna Liga   | 16    | 10   |
| 2018/19 | Celtic              | Szkocja                  | Premier League | 1     | 0    |
| 2019/20 | Celtic              | Szkocja                  | Premier League | 8     | 2    |
| 2020/21 | Toulouse FC         | Francja                  | Ligue 2        | 30    | 10   |

## Kariera reprezentacyjna
W reprezentacji Wybrzeża Kości Słoniowej Bayo zadebiutował 12 października 2018 w wygranym 4:0 meczu kwalifikacji do Pucharu Narodów Afryki 2019 z Republiką Środkowoafrykańską.